# Renault Type N (c)

Renault Type N (c) als Wagonette von 1903

Der Renault Type N (c) war ein frühes Personenkraftwagenmodell von Renault. Es wurde auch 10/16 CV genannt.

## Beschreibung
Das Modell wurde im Dezember 1902 auf dem Pariser Autosalon präsentiert. Am 7. Februar 1903 erschien ein Bericht in der La France Automobile. Im Oktober 1903 folgte der Renault Type Q als Nachfolger.
Ein Zweizylindermotor mit 90 mm Bohrung und 100 mm Hub leistete aus 1272 cm³ Hubraum 10 PS. Eine Quelle gibt davon abweichend 90 bis 100 mm Bohrung, 100 bis 120 mm Hub,  1272 bis 1885 cm³ Hubraum und 10 bis 16 PS Leistung an. Der seitlich montierte Wasserkühler hatte zwölf Kühlelemente. Die Motorleistung wurde über eine Kardanwelle an die Hinterachse geleitet. Die Höchstgeschwindigkeit war je nach Übersetzung mit 37 km/h bis 65 km/h angegeben.
Bei einem Radstand von 220 cm war das Fahrzeug 320 cm oder 330 cm lang und 150 cm breit. Das Fahrgestell wog 550 kg, das Komplettfahrzeug 900 kg bis 950 kg. Zur Wahl standen Tonneau, Doppelphaeton und Sonderaufbauten.
Der ähnlich konzipierte und zeitgleich präsentierte Renault Type N (a) hatte einen Vierzylindermotor mit den gleichen Zylindermaßen. Äußerlich unterschied er sich bei etwas größeren Abmessungen dadurch, dass sein Kühler 18 Kühlelemente hatte.
Das Auktionshaus Bonhams versteigerte am 4. November 2016 ein Fahrzeug von 1903 mit dem britischen Kennzeichen BS 8243 für 148.948 Euro.